# Guillermo Fernández Vara
Guillermo Fernández Vara (ur. 6 października 1958 w Olivenzie) – hiszpański polityk, lekarz sądowy, nauczyciel akademicki i samorządowiec, działacz Hiszpańskiej Socjalistycznej Partii Robotniczej (PSOE), w latach 2007–2011 i 2015–2023 prezydent Estremadury.

## Życiorys
Absolwent medycyny na Universidad de Córdoba (1983), następnie kształcił się na Universidad de Extremadura (1989). W 1986 dołączył do Cuerpo Nacional de Médicos Forenses, hiszpańskiego korpusu lekarzy sądowych. Pracował jako wykładowca m.in. na Universidad de Valencia i na Universidad de Extremadura. W 1989 objął stanowisko dyrektora kliniki medycyny sądowej w Badajoz. Pełnił również funkcję prezesa hiszpańskiego stowarzyszenia medyków sądowych.
Zaangażował się w działalność polityczną w ramach Hiszpańskiej Socjalistycznej Partii Robotniczej. W latach 1995–1996 był dyrektorem generalnym departamentu służb publicznych w administracji Estremadury. Następnie do 1999 zajmował stanowisko ministra spraw społecznych w rządzie regionalnym, po czym został powołany na ministra zdrowia Estremadury. W 2003 wybrany po raz pierwszy na deputowanego do Asamblea de Extremadura, regionalnego parlamentu wspólnoty (reelekcja w 2007, 2011, 2015, 2019 i 2023).
W 2007 zastąpił wieloletniego prezydenta regionu Juana Carlosa Rodrígueza Ibarrę, urząd ten sprawował do 2011, kiedy to PSOE przeszła do opozycji. W 2008 został jednocześnie sekretarzem generalnym regionalnych struktur socjalistów. W 2015, po kolejnych wyborach regionalnych, dzięki głosom posłów partii Podemos ponownie wybrany na prezydenta Estremadury. Utrzymał tę funkcję również w 2019, kończąc urzędowanie w 2023. Później w tym samym roku został powołany w skład hiszpańskiego Senatu.